# 哈萨克民主运动
哈萨克民主运动指的是于哈萨克斯坦发生的一系列政治运动，目标是为寻求改革哈萨克斯坦当前的政治制度，运动得到反对派以及民间运动家的支持。
哈萨克民主运动的起源可以追溯到1986年。当时，一群哈萨克青年反对莫斯科任命一位非哈萨克族人也不识哈萨克语的根纳季·瓦西里耶维奇·科尔宾任哈萨克第一书记，示威最终演变成哈萨克全国的示威浪潮，最终在苏联解体后其转向呼吁哈萨克独立。苏联解体而哈萨克独立后，前哈共第一书记努尔苏丹·纳扎尔巴耶夫任新共和国总统，行专制统治。
近年来，随着哈萨克斯坦经济和生活水平的下降，哈萨克斯坦爆发持续的抗议活动，其结果是是纳扎尔巴耶夫的辞职。

## 历史背景
1986年12月，长期担任哈共中央委员会第一书记的丁穆罕默德·库纳耶夫因贪腐而下台，莫斯科派俄罗斯人根纳季·瓦西里耶维奇·科尔宾前往哈共任第一书记主政，但因他是俄罗斯族人，所以他的任命引起了哈萨克民众的不满。
12月17日，勃列日涅夫广场爆发了抗议者与警察之间的骚乱和冲突，并最终蔓延到该市的其他地方。结果被苏联当局镇压。168-200人被杀，200多人受伤，许多人被捕。
1989年6月，科尔宾被哈萨克族人努尔苏丹·纳扎尔巴耶夫取代，之前纳扎尔巴耶夫曾任过部长会议主席。纳扎尔巴耶夫上台后，行威权主义，在他执政期间政府腐败严重，反对派运动遭到了政治镇压，使该国的反对派力量遭到削弱。 

## 发展

### 2020年代

#### 2022年哈萨克斯坦抗议
2022年1月，由于液化石油气价格飙升，导致大规模抗议活动。随后，抗议活动扩大到要求政治改革，阿斯卡尔·马明与他的内阁在示威中辞职。